# Эль-Башир, Мохамед Ибрахими
Мохамед Эль-Башир Ибрахими (араб. محمد البشير الإبراهيمي‎;1889, Рас-эль-Уэд — 21 мая 1965,Бордж-Бу-Арреридж) — алжирский учёный богослов, общественный и религиозный деятель, журналист, член Ассоциации алжирских мусульманских улемов.

## Биография
Родился Мохамед Эль-Башир Ибрахими в 1889 году в Рас-эль-Уэде, к западу от Константины в Алжире. В 1908 году его семья эмигрировала в Хиджаз, где жила в городе Медине, в 1911 году Мухамед Эль-Башир переехал в Каир. Эль-Башир получил религиозное образование и был знаком с многими известными мусульманскими учеными того времени. В 1913 году познакомился с видным алжирским мусульманским учёным того времени Бен Бадисом. Мохамед Эль-Башир Ибрахими занимал панарбскую позицию и сблизился с шерифом Мекки Хусейном ибн Али аль-Хашими за что в 1917 году был депортирован османскими властями в Дамаск. После того как в 1919 году Фейсал I ибн Хусейн освободил Сирию от османов, он предложил Эль-Баширу войти в правительство Сирии. Однако Эль-Башир отказался и в 1920 году вернулся  в Алжир. После возвращения в Алжир начал сотрудничество с Бен Бадисом, с которым в 1931 году участвовал в создании Ассоциации алжирских мусульманских улемов. После смерти Бен Бадиса в 1940 году возглавил ассоциацию и был её лидером до 1952 года. В 1952 году Мохамед Эль-Башир посетил Египет, Саудовская Аравию, Кувейт, Ирак и Иорданию где получил средства на обучение алжирских студентов. Мохамед Эль-Башир Ибрахими выступал за независимость Алжира от Франции. Из-за этого ему пришлось бежать в Египет, в Алжир он смог вернуться лишь после провозглашения независимости Алжира в 1962 году. Умер Мохамед Эль-Башир Ибрахими 21 мая 1965 года.